# Ignacy Ereński
Ignac, właśc. Ignacy Ereński (ur. 11 marca 1981 w Pile) – polski wokalista, były członek zespołu Verba. 

## Życiorys
W 1996 ukończył Szkołę Podstawową nr 5 im. Dzieci Polskich w Pile.
W 1997 występował w zespole BRAx2, później w grupie Mechanizm. Później Ignac i Tylas przy współpracy z Bartasem, który został producentem, stworzyli grupę Squad Centralny. Współpracował też z zespołem Liryczni Mordercy. Po opuszczeniu zespołu przez Tylasa i Wiktora przekształcił się on w duet Verba.
Verba była nominowana do Eska Music Awards 2006 w kategoriach: Album Roku, Zespół Roku oraz Debiut Roku, w której zwyciężył. Album „Dwudziesty pierwszy listopada” wygrał w plebiscycie telewizyjnym SuperJedynek 2006 w kategorii płyta hiphopowa. Zespół jest również laureatem Bravoory 2006 i Mikrofonów Popcornu 2006.